# Jonas Bernhardsson

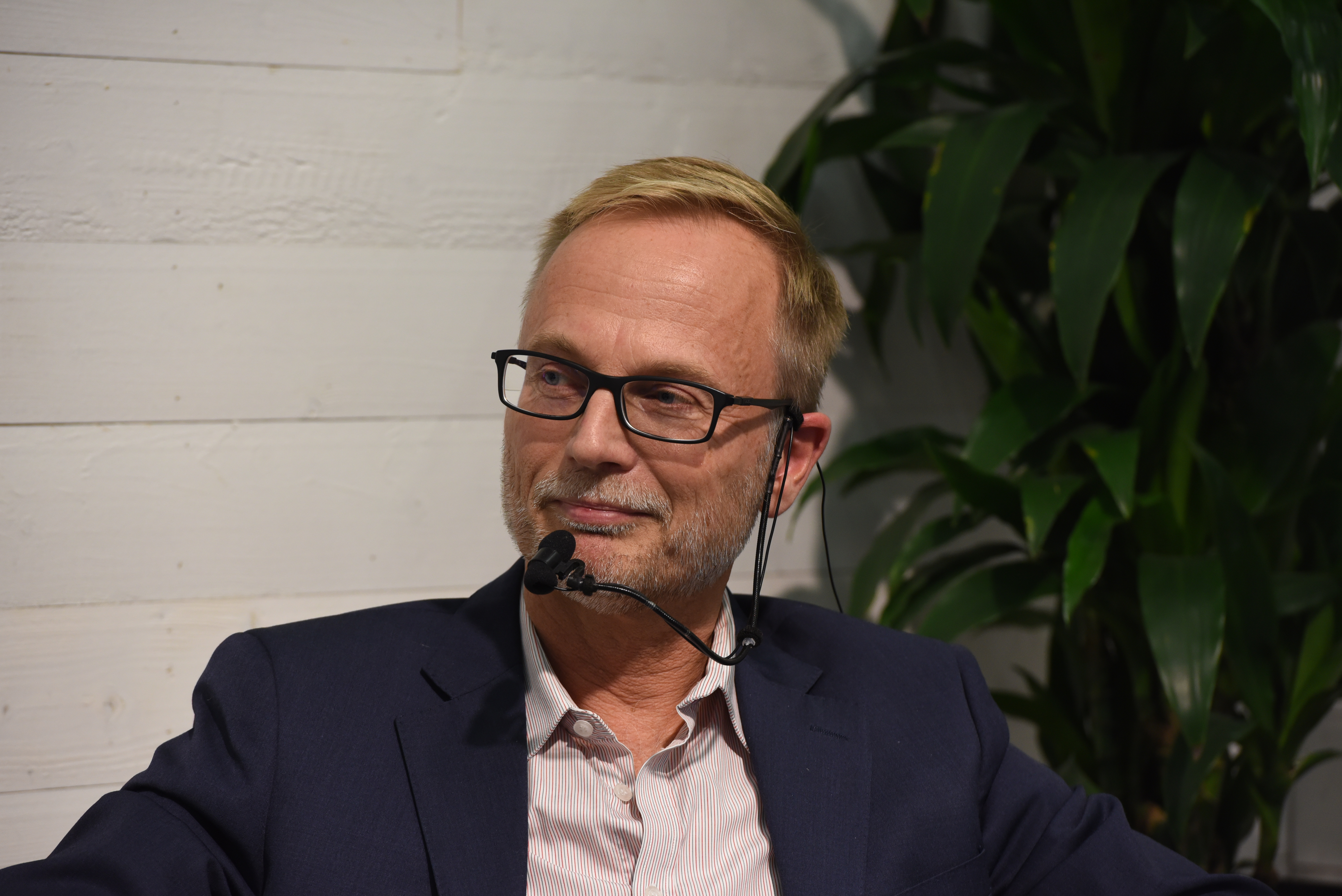
Jonas Bernhardsson

Jonas Bernhardsson, född 1965, är en svensk ekonomikonsult och författare.
Bernhardsson har gett ut flera böcker om investeringar och ekonomi. Hans "Investerarnas uppslagsbok" (2007), som kommit ut i två upplagor, beskriver hur ekonomivärlden är unik i sin begreppskultur, där nya ord uppfinns för traditionella produkter. I sin bok "Investera som mästarna" (2010) går han igenom ett 20-tal världskända investerare, mest vinnare men också några storslagna förlorare, bland annat Nick Leeson på Barings bank.